# Ніґґер
Ніґґер (англ. nigger українською найчастіше перекладається як негр, хоча в англійській це negro) — етнічна образа в англійській мові, яка використовується проти темношкірих людей, особливо афроамериканців. Починаючи з 1980-х років, використання слова nigger поступово замінювали евфемізмом «the N-word» (відоме слово на «Н»), особливо у випадках, коли не було необхідності безпосереднього використання саме такого слова. Термін «nigger» також використовується при невимушеному та дружньому спілкуванні серед афроамериканців, найчастіше у зміненій формі «nigga», правопис якої походить від фонологічної системи афроамериканської англійської мови, та і у звичайній англійській кінцева «r» у слові nigger фактично не вимовляється.
Оскільки слово «ніґґер» історично «спричиняло символічне насильство, яке часто супроводжувалося фізичним насильством», воно почало зникати із загальної популярної культури з другої половини 20 століття, за винятком випадків внутрішньогрупового вживання, як-то хіп-хоп культура. Подібне продовження використання критикувалося деякими сучасними афроамериканськими авторами. Група з них закликала до повної відмови від нього (навіть у варіанті nigga), бо, на їхню думку, це сприяє «побудові ідентичності, заснованій на ненависті до себе». У широких громадських колах використання слова ніґґер у класичній літературі (як-от у книзі Марка Твена 1884 року «Пригоди Гекльберрі Фінна») та в новітніх творах (як приклад фільм Квентіна Тарантіно «Кримінальне чтиво» 1994 року) викликало спалах суперечки та тривалі обговорення.
Розширюючи принизливу конотацію, слово ніґґер також історично використовувалося для позначення особи з низьким соціальним статусом (як у виразі «білий ніґґер») або з осудною поведінкою, також для позначення аборигенів та маорі. У деяких випадках, усвідомлюючи образливий відтінок слова, але без наміру образити, воно може стосуватися «жертви упереджень, подібних до тих, яких зазнають афроамериканці». Прикладом такого використання є пісня Джона Леннона 1972 року «Woman Is the Nigger of the World» («Жінка — ніґґер світу») про підлегле становище жінок щодо чоловіків і про женоненависництво, наявне в усіх культурах.

## Етимологія та історія

### Раннє використання
В англійській мові слово nigger походить від neger або niger. Ці варіанти з'явились в 16 столітті як адаптація французького «nègre», яке походить від іспанського «negro», що сходять до латинського прикметника «niger» ([ˈnɪɡɛr]), який означає «чорний». Спочатку він розглядався як відносно нейтральний термін, по суті синонім англійського слова «negro» (негр). Ранні свідчення вживання слова під час трансатлантичної работоргівлі (16-19 століття) не демонстрували ворожого відношення, часто передавали заступницький тон у ставленні білих авторів до темношкірих людей. Розвиваючи ці дещо зневажливі соціальні значення, слово набуло принизливого відтінку з середини 18-го століття, і до середини 19-го століття воно виродилося у відкриту образу. Деякі автори продовжували використовувати цей термін у нейтральному значенні аж до кінця 20-го століття, але з початку 21-го століття вживання ніґґер стало все більше розглядатися як суперечливе, незалежно від контексту чи наміру автора. Вебстерський словник визначає, що це є «мабуть, найбільш зневажлива та запальна расова образа англійською мовою». Оксфордський словник англійської мови пише, що «це слово є одним із найбільш суперечливих в англійській мові, і його можна вважати образливим або табуйованим майже в усіх контекстах (навіть якщо воно використовується як самоопис)».
Варіанти neger та niger походять від різних романських слів у значенні «чорний» — Іспанське та португальське слово negro і нині пейоративне французьке nègre. Етимологічно negro, noir, nègre і зрештою nigger походять від nigrum яке має корінь лат. niger («чорний»).
В оригінальному англійському вживанні nigger (також у варіанті niger) було позначенням темношкірої людини. Найдавніше відоме письмове використання цього терміна датується 1574 роком у праці, в якій йдеться про «Ніґґерів Ефіопії, що свідчать». Відповідно до Оксфордського словника англійської мови, перше принизливе використання терміна «ніґґер» було зафіксовано через два століття у 1775 році.
У колоніальній Америці 1619 року Джон Рольф використовував «negars», описуючи африканських рабів, яких відправляли до колонії Вірджинія. Пізніше американська англійська слова neger та neggar використовує переважало в голландській громаді Нью-Йорка, а також в моравських громадах Філадельфії та пенсільванських німців; Африканське кладовище в Нью-Йорку спочатку було відоме під назвою Begraafplaats van de Neger (Кладовище негрів). Найраніша поява neger в американській англійській мові датується 1625 роком у Род-Айленді. Американський мовознавець Ной Вебстер у своєму словнику 1806 року запропонував написання neger замість negro.

### США 18-19 століття

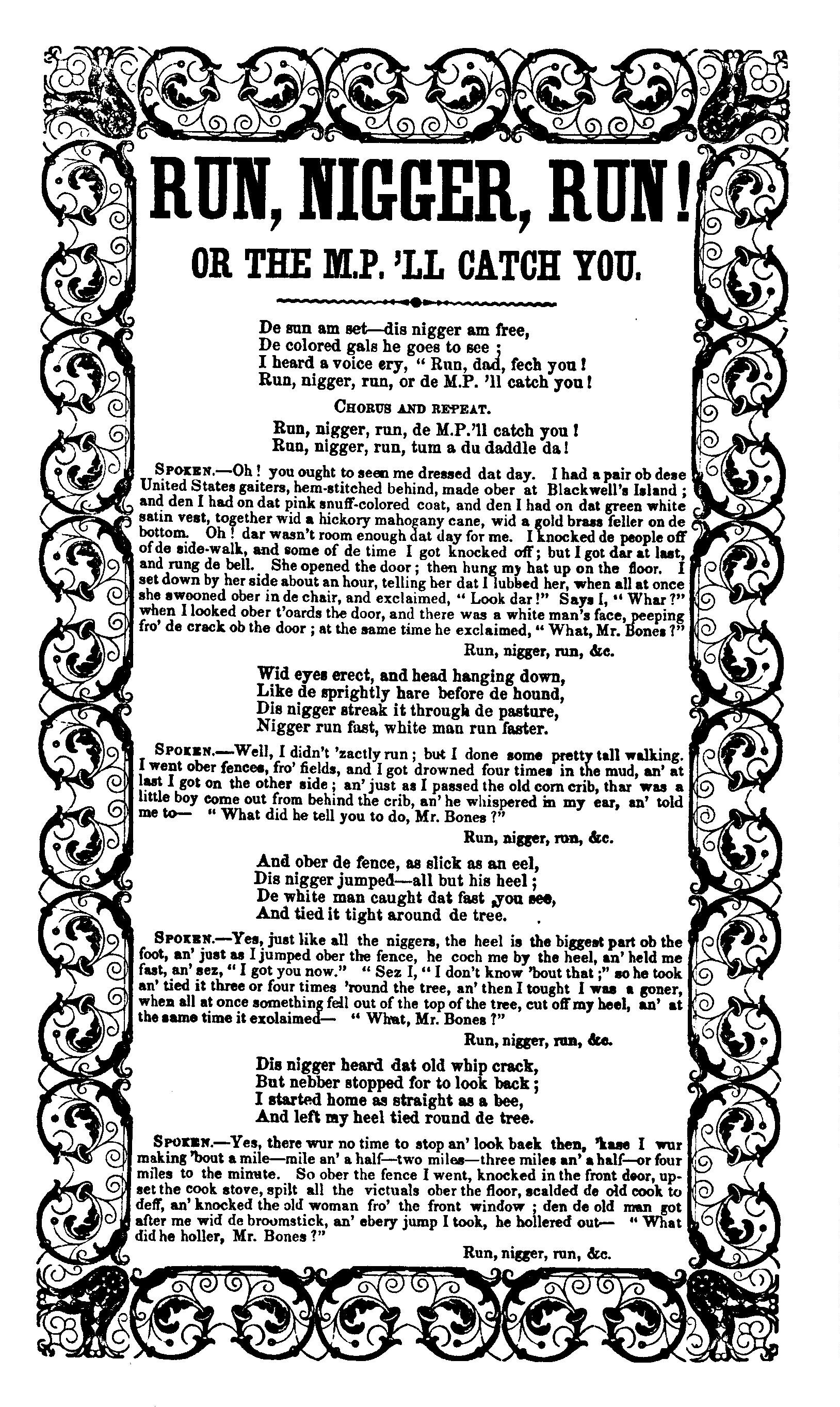
Текст пісні «Біжи, ніґґер, біжи» (надруковано у 1851 році) про раба, який втікає від рабського патруля.

Наприкінці 18-го та на початку 19-го століття слово «ніґґер» також описувало реальну трудову категорію, яку афроамериканські робітники сприймали для себе як соціальну ідентичність, тому білі люди використовували це слово-дескриптор як дистанційний або принизливий епітет, ніби-то «цитування чорношкірих» з їхньої нестандартної мови. На початку 1800-х до кінця 1840-х років на заході Сполучених Штатів це слово писалося як «niggur» і часто зустрічається в літературі того часу. Джордж Фредрік Ракстон використав це слово у своєму лексиконі «гірської людини» без принизливого відтінку. «Niggur», очевидно, було схоже на сучасне вживання «чувак» або «чоловіче». Уривок із Ракстонівського «Життя на Далекому Заході» ілюструє побутове використання слова — промовець тут має на увазі самого себе: «Travler, marm, this niggur's no traler; I ar' a trapper, marm, a mountain-man, wagh!» У такому сенсі серед гірських жителів у той період слово не використовувалось як термін виключно для чорношкірих, оскільки індіанці, мексиканці, французи та англійці однаково могли бути «нігурами». «Значення ковзало туди-сюди від принизливого до пестливого».
У 1859 році цей термін явно використовувався для образи під час атак на аболіціоніста Джона Брауна.
Терміни «кольоровий» або «negro» («негр») став шанобливою альтернативою. У 1851 році аболіціоністський «Бостонський комітет пильності» розмістив попередження для «кольорового населення Бостона та його околиць». У 1904 році журналіст Кліфтон Джонсон відзначав «нецензурний» характер слова «ніґґер», наголошуючи, що його обрали на Півдні саме тому, що воно було більш образливим, ніж «кольоровий» або «негр». На рубежі 19 та 20 століть термін «кольоровий» став настільки популярним, що його використали як расову самоідентифікацією у назвіНаціональної асоціації сприяння розвитку кольорового населення (NAACP). 2008 року Карла Сімс, директор із комунікацій NAACP, сказала, що «термін „кольоровий“ не є принизливим, [NAACP] обрала слово „кольоровий“, оскільки це було найбільш позитивне означення, яке зазвичай використовували [у 1909 році, коли було засновано асоціацію]. Це застаріло та антікварно, але не образливо».
Марк Твен в автобіографічній книзі «Життя на Міссісіпі» (1883 рік) використовував термін «ніґґер» у лапках, вказуючи на непрямий характер вислову, але використовував термін «негр», коли писав від свого імені. Джозеф Конрад в 1897 році опублікував у Великій Британії повість під назвою «The Nigger of the „Narcissus“: A Tale of the Forecastle» («Негр з „Нарциса“: Байка про кубрик»). У Сполучених Штатах вона вийшла під назвою «The Children of the Sea» («Діти моря»), бо в британській рецензії оригінал був названий «найпотворнішою назвою, яку тільки можна собі уявити» і американські рецензенти відзначили зміну назви як відображення «вишуканості» та «розважливості».

### США 20 століття
Посібник використання британської англійської мови «Словник сучасної англійської мови» Генрі Фаулера стверджував в першому виданні (1926), що застосування слова «ніґґер» до «інших, ніж повні або часткові негри … людина, про яку так кажуть, сприймає це як образу, і видає в промовцеві якщо не навмисну зухвалість, то принаймні дуже гордовиту нелюдяність». Але друге видання (1965) стверджувало, що «N. був описаний як „термін, який несе в собі всю образу, презирство та неприйняття, які білі заподіяли чорним“». Цитована формула сходить до праць американського журналіста Гарольда Р. Айзекса, який використовував її в кількох роботах між 1963 і 1975 роками. Темношкірі персонажі роману Нелли Ларсен «Passing» 1929 року вважають його використання образливим. Один з них каже: «Я справді не такий ідіот, щоб не усвідомлювати, що якщо чоловік називає мене ніґґером, це його вина за першим разом, але це моя вина, якщо він матиме можливість зробити це знову».
Наприкінці 1960-х років соціальні зміни, спричинені рухом за громадянські права, узаконили для ідентифікації расової приналежності слово «black» («чорний») як основне при використанні американської англійської мови для позначення чорношкірих американців африканського походження. Президент Томас Джефферсон використав саме це слово для своїх рабів у своїх «Нотатках про штат Вірджинія» (1785 рік), але воно не було широко вживаним до кінця 20 століття. (див. також «Black Pride» і «Негрітюд»).
У 1980-х роках термін «африканський американець» був запропонований за аналогією з термінами «німецький американець» та «ірландський американець» і був прийнятий відомими ЗМІ. Крім того, словосполучення «африканський американець» нагадує модне слово «афроамериканець», яке було розповсюджене на початку 1970-х років. Деякі темношкірі американці продовжують використовувати слово ніґґер (яке часто пишеться як nigga або niggah) без іронічного підтексту, щоб нейтралізувати негатив цього слова або на знак солідарності.

## Використання
Опитування 2006 року показало, що американська широка громадськість сприймала як неправильне або неприйнятне використання слова ніґґер, але майже половина білих і дві третини темношкірих особисто знали когось, хто називав чорношкірих цим терміном. Майже одна третина білих і дві третини чорношкірих сказали, що вони особисто використовували цей термін протягом останніх п'яти років.

### Політичне використання

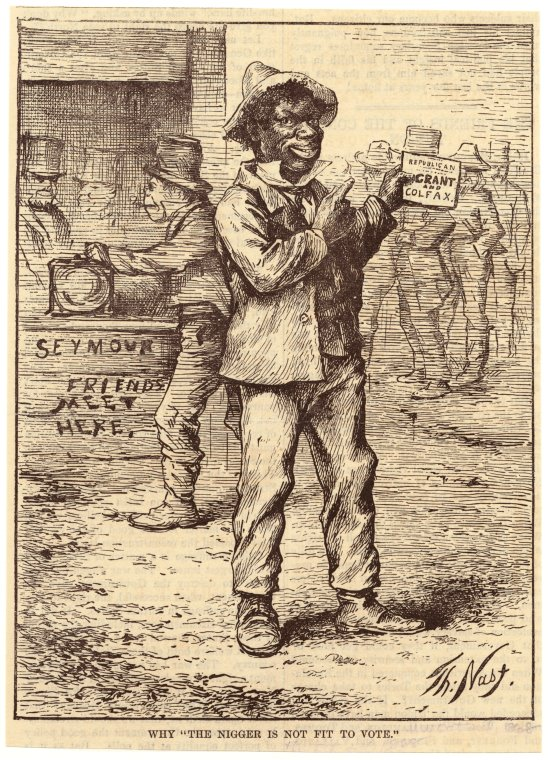
Історичний американський малюнок Томаса Наста під назвою «Чому ніґґер не придатний для голосування».

Вірш «Ніґґери в Білому домі» (особа автора, який підписався «розкутий поет», залишається невідомою) був написаний як реакція на званий обід у Білому домі в жовтні 1901 року, організований президентом-республіканцем Теодором Рузвельтом, який серед інших запросив на нього радника президента — афроамериканця Букера Вашингтона. Вірш знову з'явився в 1929 році після того, як перша леді Лу Гувер, дружина президента Герберта Гувера, запросила Джессі де Пріст, дружину афроамериканського конгресмена Оскара де Пріста, у Білий дім на чай для дружин конгресменів.
Вважається, що професійний боксер Мухаммед Алі відповів на запитання про його відмову від призову на військову службу у В'єтнамі: «Жоден в'єтконгівець ніколи не називав мене ніґґером». (Щоправда, біограф Алі стверджує, що під час інтерв'ю з Робертом Ліпсайтом у 1966 році боксер насправді сказав: «У мене немає ніяких сварок із В'єтконгом», але на це мало хто звертає увагу.) Пізніше модифікований варіант відповіді став назвою документального фільму «Жоден в'єтнамець не називав мене ніґґером» (1968) про долю темношкірих солдат армії США під час війни у В'єтнамі.
28 лютого 2007 року міська рада Нью-Йорка символічно заборонила використання слова ніґґер, хоча штраф за порушення заборони не передбачений. Ця офіційна резолюція також вимагає виключати з розгляду премії Греммі пісні, текст яких містить це слово. Рон Рекер, віце-президент із комунікацій Академії звукозапису, сумнівається, що це якось вплине на фактичні номінації.
Коли у 2008 році мер Детройта Кваме Кілпатрік потрапив під пильну увагу через свою поведінку, він відмовився від звернення до міської ради, сказавши: «За останні 30 днів мене називали ніґґером більше, ніж будь-коли за все моє життя». Опоненти звинуватили його в тому, що він «розігрує расистську карту», щоб врятувати своє політичне життя.

### Використання в культурі

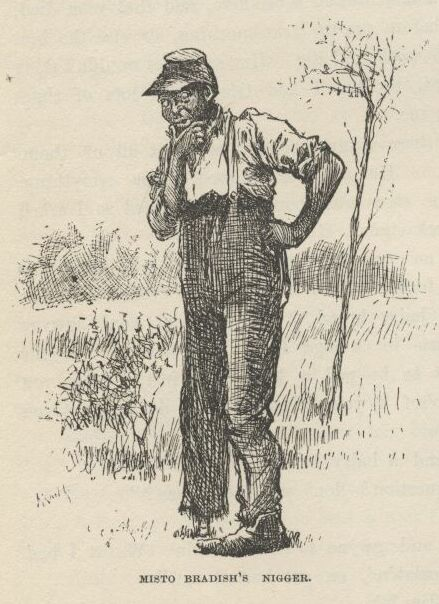
Ілюстрація 1885 року до роману Марка Твена «Пригоди Гекльберрі Фінна» з підписом «ніґґер містера Бредіша»

Неявний расизм слова «ніґґер» загалом зробив його використання табуйованим. Журнали та газети зазвичай його не використовують, замінюючи на цензуровані версії, як-то «n*gg*r», «n**ger», «n——» або «the N-word».
Використання слова ніґґер у старій літературі стало суперечливим через сучасне значення цього слова як расистської образи. Одну з найтриваліших суперечок породжує використання в романі Марка Твена «Пригоди Гекльберрі Фінна» (1885 рік). За даними Американської бібліотечної асоціації, у 1990-х роках «Гекльберрі Фінн» був п'ятою книгою за кількість поданих скарг. Роман написаний з точки зору і переважно мовою неосвіченого білого хлопчика, який дрейфує річкою Міссісіпі на плоту з дорослим рабом-утікачем Джимом. Слово «ніґґер» вживається (переважно щодо Джима) понад 200 разів (слово «nigger» в українських виданнях перекладено як «негр», тому не сприймається образливо). Прихильники Твена відзначають, що роман написано у тогочасному народному мовленні, а не в расистських стереотипах, оскільки темношкірий Джим є досить симпатичним персонажем.
Між тим «Пригоди Гекльберрі Фінна» було вилучено з програми деяких шкіл США за расистські висловлювання. Вперше це трапилось в 1957 році у штаті Нью-Йорк. Однак, на загальнонаціональному рівні, вимоги вилучити книгу з переліку творів, обов'язкових для вивчення, остаточно провалися у федеральному суді в 1998 році. Але у 2011 році вийшло видання книги, в якому «образливі» слова змінені на «політкоректні» — слово «ніґґер» перетворилось на «раб», також вилучено слово «індійець». Зміни були ініційовані Аланом Ґріббеном у надії «протидіяти „превентивній цензурі“», яка призводить до вилучення книжки зі шкільної програми через мовні проблеми. Ці зміни викликали обурення у літературних критиків.

У своїх мемуарах 1999 року «Всі душі» американець ірландського походження Майкл Патрік Макдональд описує, як багато білих мешканців соціального житлового комплексу на півдні Бостона використовували «ніґґер», щоб принизити людей (як чорних, так і білих), які вважаються нижчими за статусом.
Звичайно, ніхто не вважав себе ніґером. Це завжди було так, що ти називав когось, кого можна було вважати чимось меншим, ніж ти. Незабаром я дізнався, що тут живе кілька чорних сімей. Вони жили там роками, і всі казали, що з ними все гаразд, що вони не ніґери, а просто чорні. Усім нам було приємно бути не такими поганими, як безнадійні люди на Д-стріт або, не дай Бог, ті що на Колумбія-Пойнт, які були і чорними, і ніґерами.

### В академічному середовищі
Використання цього слова в літературі призвело до того, що воно також стало предметом обговорення на університетських лекціях. У 2008 році професор англійської мови Університету штату Аризона Ніл А. Лестер створив те, що було названо «першим в історії класом на рівні коледжу, призначеним для вивчення слова „ніґґер“». Починаючи з наступного десятиліття, коледжі боролися зі спробами викладати делікатним способом матеріал про обра́зи. У 2012 році в Чикаго вчитель шостого класу Лінкольн Браун був відсторонений від роботи після того, як повторив зміст записки з расистськими мотивами, яку передавали в класі. Пізніше Браун подав федеральний позов про захист цивільних прав проти директора та управління державних шкіл Чикаго. Середня школа Нового Орлеана також зазнала суперечок у 2017 році. Така підвищена увага спонукала Елізабет Стордер Прайор, доньку Річарда Прайора та професора Сміт-коледжу, виступити з доповіддю, у якій висловила думку, що це слово призводить до «соціальної кризи» у вищій освіті.
На додаток, у Сміт-коледжі, Університеті Еморі, Аугсбурзькому університеті, Університеті штату Південний Коннектикут і Сімпсон-коледжі в 2019 році відсторонили професорів через використання слова «ніґґер» під час занять. У двох інших випадках професор Прінстонського університету вирішив припинити викладання курсу про мову ворожнечі після того, як студенти розпочали протести проти його висловлювання «ніґґер», а професор університету DePaul скасував курс права після того, як 80 % записаних студентів перевелися на інші курси. Замість офіційної скарги, студент одного з коледжів кинув виклик своєму професору у вірусній презентації, яка стверджувала, що використання слова під час лекції було невиправданим.

### На робочому місці
У 2018 році голова медіакомпанії Netflix Рід Гастінгс звільнив свого директора з комунікацій Джонатана Фрідленда за те, що він двічі використав слово «ніґґер». Фрідланд визнав, що порушив стандарти висловлювань на нараді «говорячи своїй команді про образливі слова в комедії». Він пропрацював у Netflix понад 7 років, але цих випадків було досить для звільнення. Пояснюючи чому, Гастінгс писав:
[Використання слова] в популярних засобах масової інформації, таких як музика та кіно, спричинило певну плутанину щодо того, чи є випадки, коли використання слова є прийнятним. Для нечорних людей це слово не слід вимовляти, оскільки майже немає контексту, у якому воно було б доречним або конструктивним (навіть під час співу пісні чи за сценарієм). Немає способу нейтралізувати емоції та історію, що стоять за цим словом у будь-якому контексті. Використання фрази «слово на N» було започатковано як евфемізм і норму з наміром забезпечити прийнятну заміну та відвернути людей від використання конкретного слова. Коли людина порушує цю норму, у багатьох це викликає обурення, сильне розчарування та велику образу.
Наступного року сценарист Уолтер Мослі відмовився від роботи після того, як його відділ кадрів поскаржився на те, що він використав слово «ніґґер» для опису расизму, якого він відчував як чорношкіра людина.
У червні 2020 року канадську ведучу новин Венді Меслі було відсторонено та замінено запрошеною ведучою після того, як вона відвідала зустріч, присвячену расовій справедливості, і під час розповіді журналіста використала «слово, яке ніхто ніколи не повинен використовувати як я». У серпні 2020 року новини BBC за згодою потерпілого та родини згадали про обра́зи, коли повідомляли про фізичні та словесні напади на чорношкірого працівника NHS та музиканта K-Dogg. Протягом тижня BBC отримала понад 18 600 скарг, чорношкірий радіоведучий Девід Уайтлі подав у відставку на знак протесту, а BBC вибачилась.
У 2021 році в Тампі, штат Флорида, 27-річний темношкірий працівник Dunkin' Donuts вдарив 77-річного білого клієнта після того, як той кілька разів назвав працівника ніґґером. Клієнт впав на підлогу і вдарився головою. Через три дні він помер, отримавши перелом черепа та забій головного мозку. Співробітника затримали та звинуватили в ненавмисному вбивстві. Під час угоди про визнання провини працівник визнав себе винним у тяжкому злочині та був засуджений до двох років домашнього арешту. У 2022 році, пояснюючи, чому працівник не отримав тюремного ув'язнення, Грейсон Камм, речник прокурора штату, сказав: «Двома основними факторами були агресивний підхід жертви до підсудного та всіх, хто працював з підсудним, і що жертва неодноразово використовувала, можливо, найбільш агресивний і образливий термін англійською мовою».

### Внутрішньогрупове використання
Чорношкірі часто реагують на слово ніґґер в залежності від того, чи вживають його білі чи чорношкірі. У першому випадку це зазвичай сприймається як недружність або образа; в другому випадку це може містити нотки зневаги в групі, і його часто розуміють як нейтральне або ласкаве. Таким чином проявляється поділ «свій — чужий».
У чорній спільноті nigger часто передають як nigga. Це вживання було популяризовано музичними культурами репу та хіп-хопу та використовується як частина лексики в групі. Воно не обов'язково є принизливим і часто використовується для позначення «братана» або «друга».
Прийнятність внутрішньогрупового використання слова «nigga» все ще обговорюється, хоча воно закріпилося серед молодших поколінь. NAACP засуджує використання як nigga, так і nigger. Використання nigga представниками інших рас все ще вважається табу, хоча й не таким суворим, як nigger. Станом на 2001 рік тенденції вказують на те, що використання цього терміна у внутрішньогрупових умовах зросло навіть серед білої молоді через популярність культури репу та хіп-хопу. Лінгвіст Кейт Аллан відкидає думку про те, що nigger завжди є образою, стверджуючи, що воно також використовується як маркер товариства та дружби, є відповідником британському та австралійському терміну «mate» або американському «buddy».

#### Збільшення використання в 2010-х роках
У 2010-х роках афроамериканці все частіше використовували слово «ніґґер» у різних його формах між собою чи для самовираження. Воно стало найпоширенішим лайливим словом в текстах хіп-хоп музики. Та-Нехісі Коутс припустив, що для нечорношкірих залишається неприйнятним вимовляти «ніґґер» під час співу чи репу, і що така стриманість створює у білих американців враження про те, що вони не мають право «робити все, що їм заманеться, будь-де». Часто обговорюються занепокоєння, чи не приведе часте використання до послаблення вкрай негативного сприйняття слова серед більшості нечорношкірих американців, які наразі вважають його використання неприйнятним і шокуючим.

## Споріднені слова

### Похідні

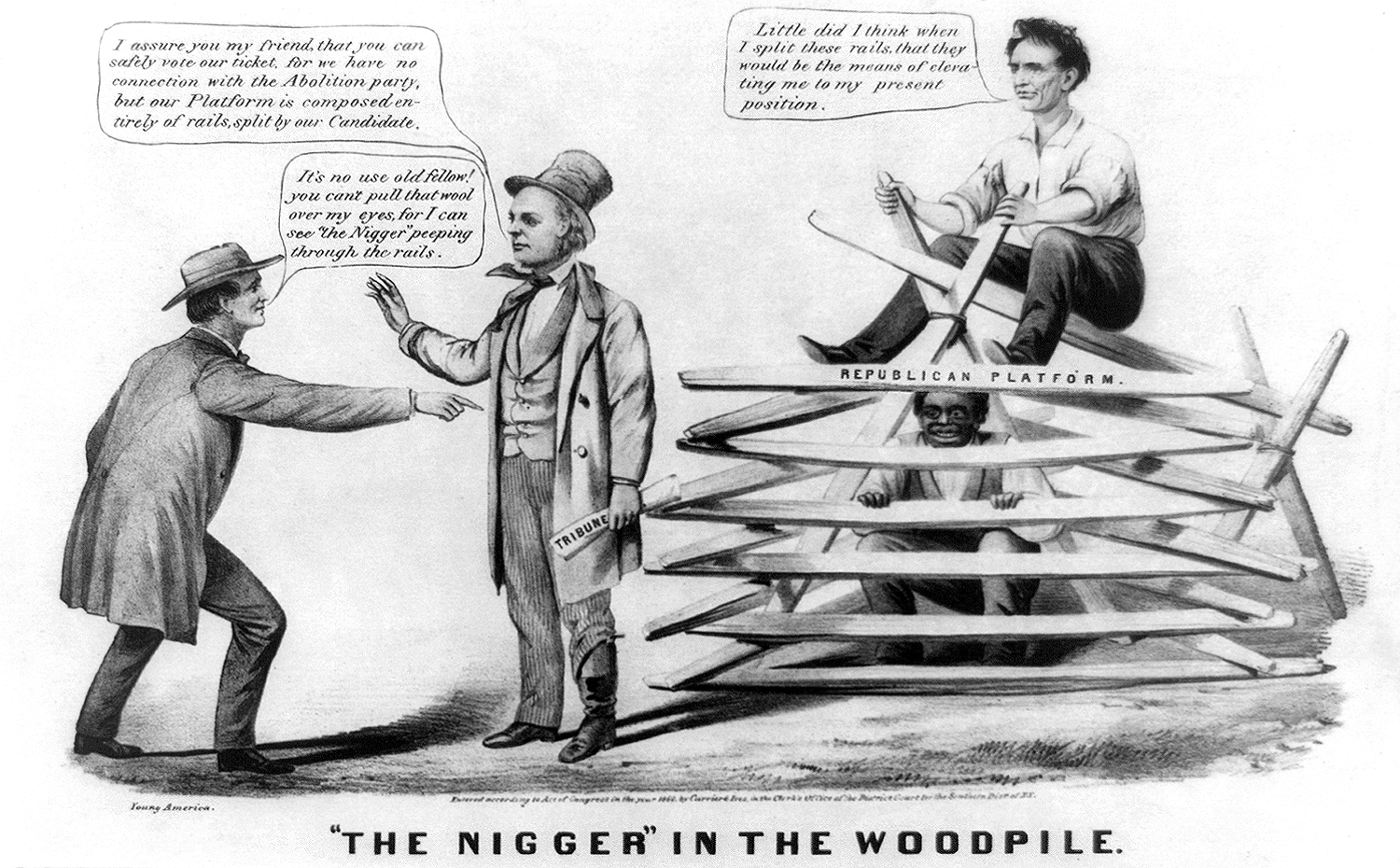
Агітаційний малюнок президентської кампанії 1860 року, який обігрує розмовний вислів «ніґґер у дровниці»

У кількох англомовних країнах слова «Niggerhead» або «nigger head» (голова чорношкірої людини) використовувались як назва багатьох видів речей, у тому числі комерційних продуктів, місць, рослин і тварин, як описовий термін. Це також є або було розмовним технічним терміном у промисловості, гірничій справі та мореплавстві. Американська ідіома «ніґґер у дровниці» активно використовувалась в другій половині 19-го та на початку 20-го століть для позначення чогось досить важливого, але не проголошеного, коли щось підозріле чи неправильне вказує на приховану проблему. Фраза йде з американської епохи рабства, коли раби-втікачі могли ховатись всередині штабелів деревини, транспортованих залізничними вагонами.
В американській англійській мові вислів «nigger lover» («любитель ніґґерів») спочатку застосовувався до аболіціоністів, а потім до білих людей, які симпатизували чорним американцям. З'явилось слово «wigger» ('White' + 'nigger', «білий» + «ніґґер»), що позначає білу людину, яка наслідує «повединку вуличних темношкірих», сподіваючись отримати визнання серед субкультур хіп-хопу, бандитів і гангстерів. Про попередні прояви такого явища Норман Мейлер писав в 1957 році у своєму есе «Білий негр».

### Евфемізм «слово наN»
Детектив Марк Фурман з Департаменту поліції Лос-Анджелеса, попри його заперечення, був звинувачений у расистських висловлюваннях під час виконання службових обов'язків через використання ніґґер у записах про його роботу в поліції. Записи отримала сценаристка Лори МакКінні в 1985 році, коли детектив допомагав їй під час підготовки сценарію про жінок-поліцейських у його департаменті. Фурман вибачився за використання слова, сказавши, що використав ніґґер у контексті своєї персони «поганого поліцейського». Кореспонденти ЗМІ, які повідомляли про свідчення Фурмана, замість «ніґґер» писали «слово на N».
Евфемізм «слово на N» отримав велике розповсюдження в американській англійській мові під час расово чутливої справи Сімпсона в 1995 році. «Прокурор тремтячим голосом додав, що „слово на N“ таке огидне, що він не хоче його вимовляти. „Це найпаскудніше, найбрудніше, найогидніше слово в англійській мові“».

### Подібні за звучанням слова
Niger (лат. «чорний») зустрічається в латинській науковій номенклатурі та є коренем для деяких омофонів «ніґґер»: Niger seed (насіння нігер, продається як корм для птахів); Hyoscyamus niger (блекота чорна); Sciurus niger (поширений в США різновид білки); нігрол — застаріла назва залишків нафтопереробки, що використовувались як технічне мастило.
Nigra — жіночій рід латинської форми niger (чорний), використовується в біологічних і анатомічних назвах, таких як substantia nigra (чорна речовина).
Слово niggardly (скупий) етимологічно не пов'язане з nigger, походить від давньоскандинавського слова nig (скупий, убогий) та середньоанглійського nigon. У США це слово неправильно витлумачили як пов'язане з nigger і сприйняли як образливе. У січні 1999 року Девід Говард, білий міський службовець Вашингтона, був змушений піти у відставку після того, як використав niggardly у фінансовому контексті під час розмови з чорношкірими колегами, які образились. Розглянувши непорозуміння, мер Ентоні А. Вільямс запропонував відновити Говарда на його колишній посаді. Говард відмовився від відновлення, але влаштувався на іншу роботу в мерії.

### Позначальне розширення

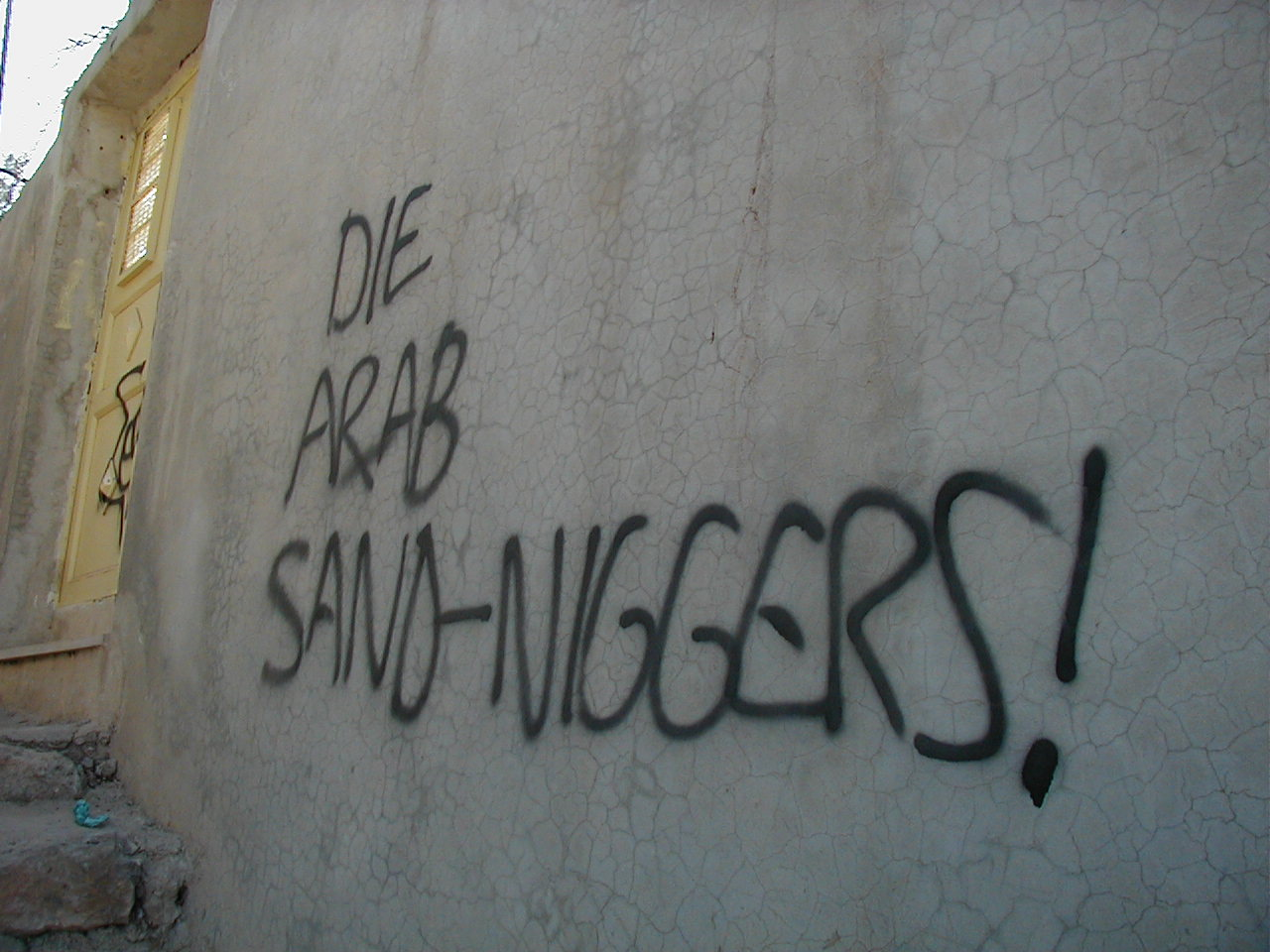
Графіті в Палестині, в якому арабів названо «піщаними ніґґерами»

Денотація ніґґер також поширюється на знедолених людей (нечорних/небілих). Деякі з них самі обрали цей термін, щоб ідентифікувати гноблення та опір як у чорношкірих американців. В інших випадках це є етнічними образами, які використовують сторонні люди.
Джеррі Фарбер у збірці есе 1967 року «Студент як ніґґер» використав це слово як метафору до становища, яке іноді нав'язують студентам.
У своїй автобіографії 1968 року «Білі ніґґери Америки: передчасна автобіографія квебекського „терориста“» П'єр Вальєрес, лідер Фронту визволення Квебеку, згадує про гноблення квебекців в Північній Америці.
У 1969 році під час інтерв'ю британському журналу Nova художниця Йоко Оно сказала, що «жінка — ніґґер світу»; через три роки її чоловік Джон Леннон видав однойменну пісню про всесвітнє явище дискримінації жінок.
Приклади расистського поширення на інші небілі народи: sand nigger («піщаний ніґґер») - етнічна образа проти арабів; timber nigger або prairie nigger («дерев'яний ніґґер» або «ніґґер прерій») - етнічні образи проти корінних американців (індіанців).
Історик Юджин Дженовезе, відомий тим, що привніс марксистський погляд у дослідження влади, класу та відносин між плантаторами та рабами на Півдні США, підкреслено окремо вживає це слово в «Світі, створеному рабовласниками» (1988).
З причин, загальних для рабських умов, усі рабські класи демонстрували відсутність промислової ініціативи і породили знаменитого "ледачого ніґера", який під час російського кріпацтва та в інших країнах був білим. Подібно до того, як не всі чорношкірі, навіть за найпринизливіших форм рабства, погоджувалися стати ніґерами, так далеко не всі чи навіть не більшість ніґерів в історії були чорношкірими.

### Інші мови
Інші мови, зокрема романські, мають слова, які схожі за звучанням або мають спільні етимологічні корені з nigger, але не обов'язково означають те саме. У деяких із цих мов слова стосуються чорного кольору загалом і не використовуються спеціально для позначення чорношкірих людей. Коли ці слова використовуються для позначення чорношкірих людей, вони набувають різного ступеня образливості, починаючи від абсолютно нейтрального (як у іспанському negro) до дуже расистського (як у фінському neekeri). Приклади споріднених слів в інших мовах:
- Голландська: Neger («негр») раніше був нейтральним, але тепер багато хто вважає, що його слід уникати на користь zwarte («Чорний»)[73][74][75][76]. Zwartje («чорненький») можна використовувати дружньо або образливо. Nikker завжди пейоративне.[77]
- Фінська: запозичене зі шведської мови слово «Neger» вперше з'явилося в книзі 1771 року[78] Фінський еквівалент «neekeri» («негр/ніґґер») почали використовувати наприкінці 19 століття. Хоча з 1950-х років було задокументовано декілька випадків, коли його вважали принизливим, але назагал до 1980-х років термін широко використовувався з нейтральнім сприйняттям. Після цього до середини 1990-х це слово вважалося расистським, особливо в столичному регіоні та серед молоді[79]. Відтоді його зазвичай замінюють метонімом «musta» («Чорна [людина]»)[80]. В опитуванні, проведеному в 2000 році, респонденти у Фінляндії вважали термін «Neekeri» одним з найобразливіших серед найменувань меншин[81].
- Французька : Nègre тепер вважається принизливим. Хоча Nègre littéraire (літературний раб) спершу був стандартним терміном, але потім значною мірою був витіснений prête-plume. Деякі білі французи мають прізвище Nègre.
- Німецька : Neger застаріло і тепер вважається образливим. Schwarze/-r («Чорна [особа]») або Farbige/-r («кольоровий [особа]») є більш нейтральним.
- Гаїтянська креольська: nèg — відповідник чувак — використовується для будь-якого чоловіка загалом, незалежно від кольору шкіри.
- Італійська мова має три варіанти: negro, nero та di colore. Перше є найбільш історично підтвердженим і найчастіше використовувалося до 1960-х років як еквівалент англійського слова «negro», тобто негр. Протягом 1970-х років його поступово сприйняли як образливий і замінили на nero і di colore. Nero вважалося кращим перекладом англійського слова black (чорний), тоді як di colore є запозиченням англійського слова colored (кольоровий)[82].
- Португальська: Negro та preto є нейтральними[83], втім preto може бути образливим або принаймні «політично некоректним» і майже ніколи не вживається з гордістю афробразильцями. Crioulo та macaco завжди вкрай принизливі.[84]
- Іспанська : Negro означає «чорний», і це єдиний спосіб позначення цього кольору[85].
- Українська: слово негр зазвичай використовується для опису чорношкірих людей. Це також може бути використано як синонім для низькооплачуваного працівника, використовується термін «літературний негр»[86][87]. Наприклад, детективний роман Агати Крісті «І не лишилось жодного», який спочатку називався «Ten Little Niggers», більш відомий в Україні під назвою «Десять негренят». У 16-17 століттях слово мавр використовували для опису людей зі смаглявою шкірою. У наш час таку людину часто називають «темношкірий» або «чорношкірий».